# Ambroise-Joseph de Herzelles

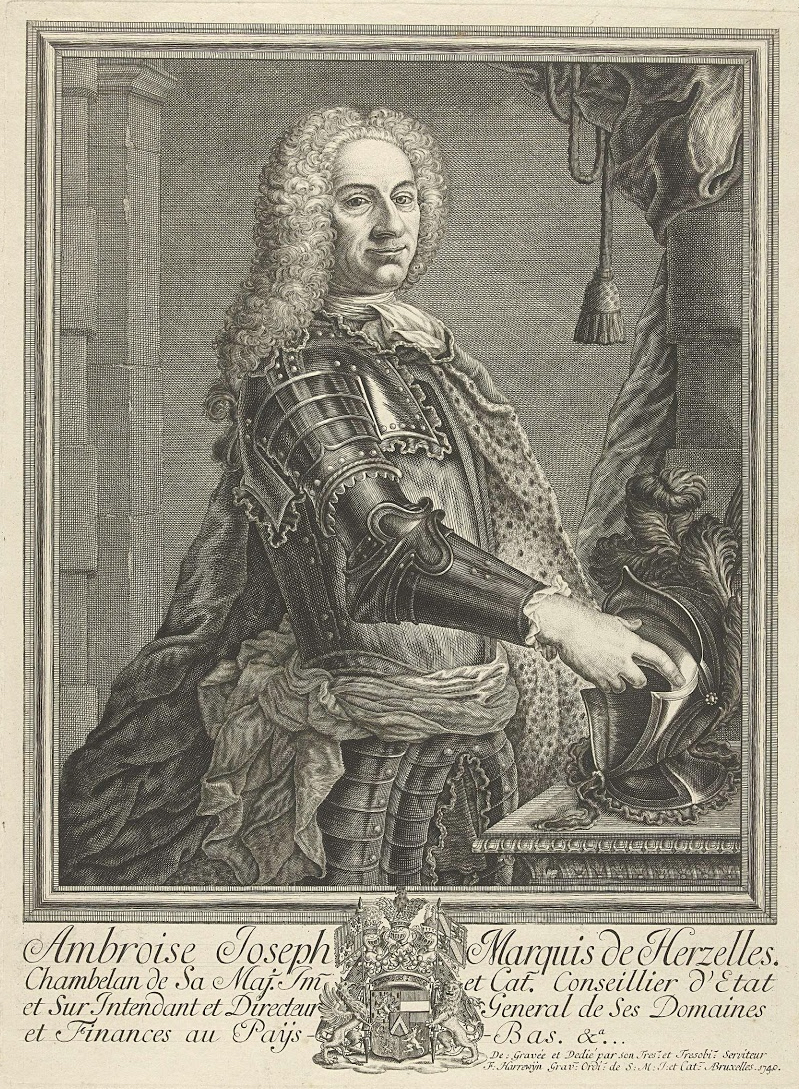

Ambroise-Joseph de Herzelles (Itter, 14 februari 1680 - Itter, 4 augustus 1759) was een Brabantse markies, een Spaans officier en topambtenaar Financiën in de Oostenrijkse Nederlanden. 

## Levensloop

### Spaanse Nederlanden
De Herzelles was een zoon van Jean-Baptiste markies van Herzelles en van Anne-Marie van Couwenhoven. Hij werd geboren op hun kasteel Fauquez in Itter. Itter was toen gelegen in de Spaanse Nederlanden. Ambroise-Joseph studeerde rechten aan de Universiteit Leuven en behaalde zijn diploma rond 1700. Hij ging aan de slag als officier in het leger van Filips V, koning van Spanje. Zo trok hij naar Spaans Gelre en nadien naar Zuid-Spanje en Portugal. In 1705 was hij terug in het hertogdom Brabant, waar hij zijn bezittingen als markies van Herzelles beheerde. Hij maakte de overgang mee van de Spaanse Nederlanden naar de Oostenrijkse Nederlanden. 

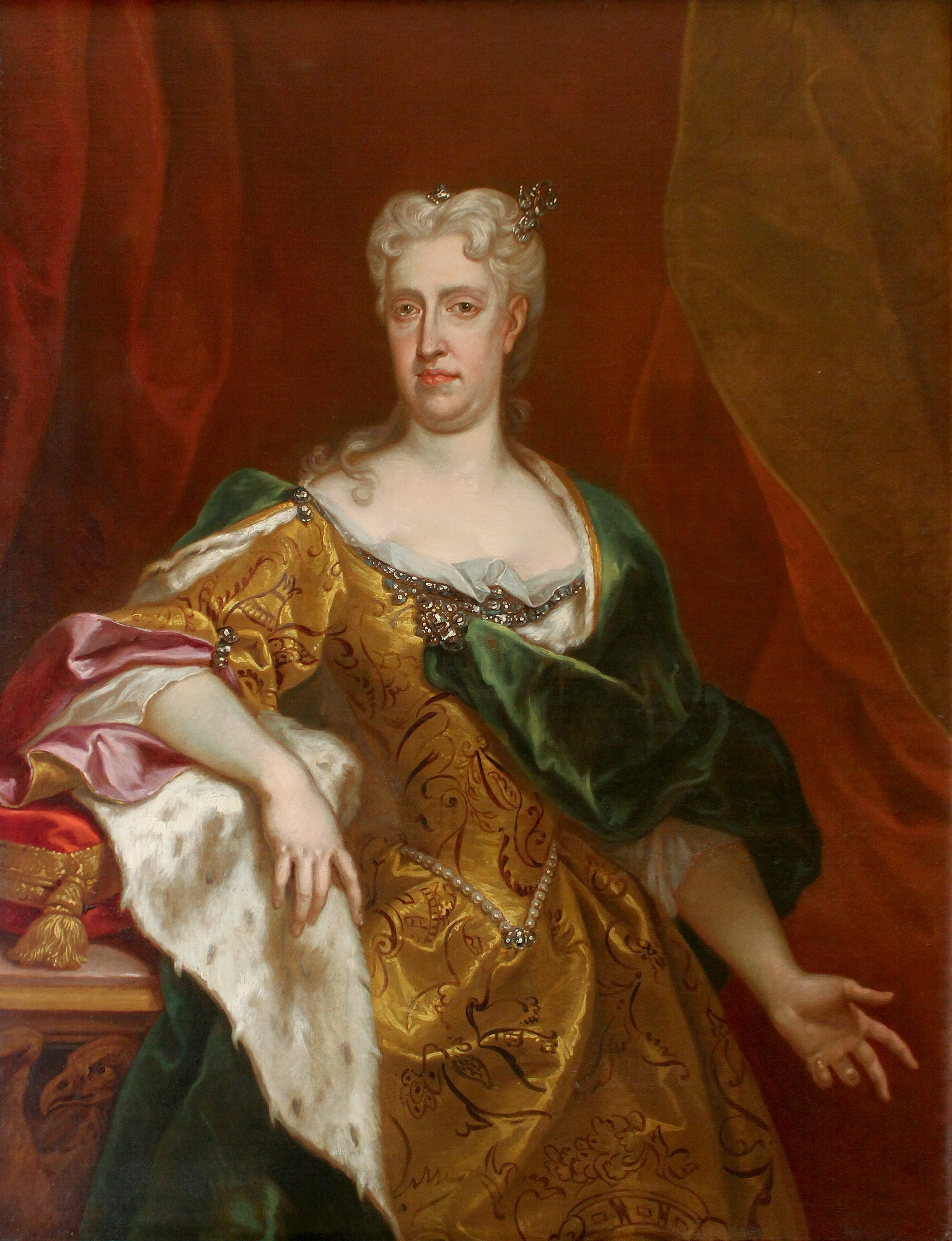
Aan landvoogdes Maria Elisabeth van Oostenrijk had hij zijn benoeming tot topambtenaar te danken.

### Oostenrijkse Nederlanden
De Herzelles zetelde als edelman in de Staten van Brabant in Brussel. De landvoogdes der Oostenrijkse Nederlanden, Maria Elisabeth, benoemde hem tot surintendant-generaal van Financiën en Domeinen (1736). Dit valt te vergelijken met een topambtenaar van een departement Financiën of met een minister van Financiën. Jurist de Herzelles had geen ervaring met staatsfinanciën. Zijn onkunde leidde niet alleen tot pamfletten achter zijn rug; tijdens discussies in Brussel vonden de Oostenrijkers geen geschikte opvolger. De discussie verhuisde bijgevolg van Brussel naar Wenen. Keizerin Maria-Theresia besliste om adjuncten te benoemen alsook financiële experten naast hem. De Herzelles behield verder zijn uitgehold ambt, met behoud van wedde. De Herzelles verfraaide op somptueuze wijze zijn kasteel van Fauquez.
Na zijn dood in 1759 werd het ambt van surintendant-generaal Financiën en Domeinen afgeschaft. De Oostenrijkers creëerden het ambt van algemeen schatbewaarder; dit werd de functie van Denis-Benoit baron van Cazier.

## Relaties en huwelijken
De Herzelles had 4 relaties:

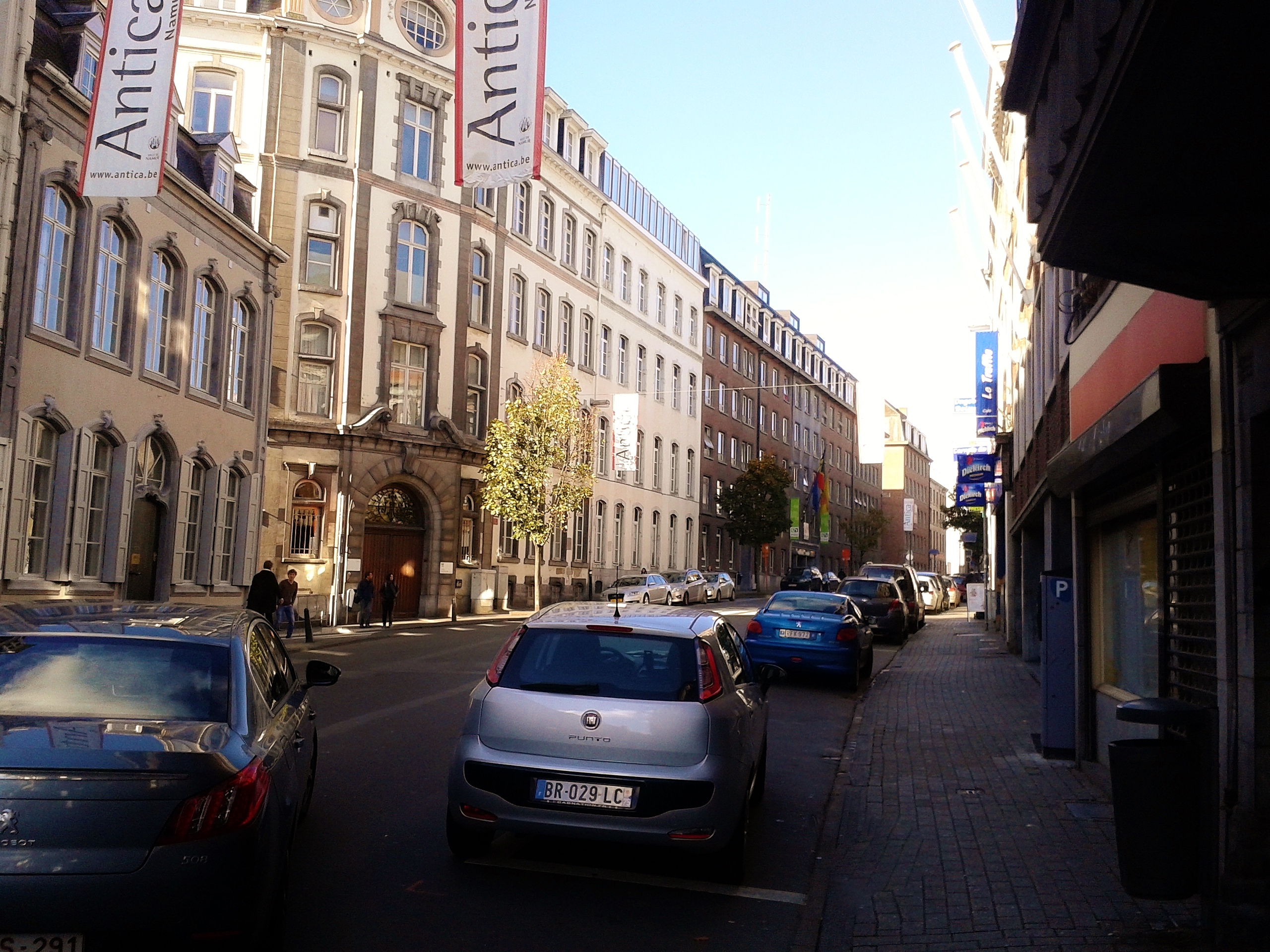
In de universiteit van Namen was vroeger een nonnenklooster gevestigd; hier verbleef de laatste vrouw van de Herzelles op haar levenseinde.

- Anne-Charlotte de Saint-Amand. Hij leerde haar kennen in Spaans Gelre. Zij trok met hem mee naar Zuid-Spanje en het koppel had 2 kinderen: Louis-Antoine (geboren 1703) en Charles-Ferdinand (geboren 1704). De Herzelles huwde niet met haar. Pas in 1755, dus zowat 50 jaar later, erkende keizerin Maria-Theresia de beide zonen als zonen van Ambroise-Joseph de Herzelles.
- Marie-Catherine-Vincent, een verder onbekende prinses van Oostenrijk. De Herzelles huwde met haar in 1706. Anne-Charlotte voerde meteen haar eerste rechtszaak tegen de Herzelles. De Herzelles scheidde van Marie-Catherine-Vincent.
- Marie-Claire de Croy. De Harzelles huwde met haar in 1722. Marie-Claire stierf later.
- Christine-Philipinne de Trazegnies. De Herzelles huwde met haar in 1728. Zij was ongeveer 50 jaar jonger dan hij. De Trazegnies overleefde hem en zij verhuisde naar het keizerlijk hof in Wenen. Zij behoorde er tot de intimi van keizerin Maria-Theresia. Later keerde de Trazegnies terug naar de Oostenrijkse Nederlanden, waar ze zich terug trok in het benedictinessenklooster Paix-Notre-Dame[4] in Namen. Wanneer keizer Jozef II Namen bezocht (1782), hield hij eraan aan deze hofdame van zijn moeder een bezoek te brengen.